# 佐治薫子
佐治 薫子（さじ しげこ、1935年 - ）は、日本の音楽教育者。千葉県少年少女オーケストラ現音楽監督。公益財団法人千葉県文化振興財団特別参与。音楽教員時代の40年間の間に赴任先の学校にて40回以上の全国優勝に導き、すべての赴任先の学校をTBSこども音楽コンクールやNHK全国合奏コンクールなどにおいて、文部大臣（現・文部科学大臣）奨励賞（日本一）に導いた。この過程で、千葉県の小中学校のオーケストラを全国レベルに高めた。

## 略歴
- 1935年 - 千葉県木更津市出身
- 1956年 - 千葉大学教育学部音楽科卒業。君津市立松丘中学校(2020年3月に廃校)勤務。TBSこども音楽コンクールにおいて、リード合奏で文部科学大臣奨励賞（日本一）を受賞する。
- 1966年 - 船橋市立前原小学校へ転任。この学校から、当時としては先進的だった小学生のオーケストラを指導し、TBSこども音楽コンクールにおいて、文部科学大臣奨励賞（日本一）を受賞する。
- 1976年 - 習志野市立谷津小学校へ転任。同校にも、小学生のオーケストラ部を創設し、TBSこども音楽コンクールにおいて、文部科学大臣奨励賞（日本一）を受賞する。
- 1984年 - 市川市立鬼高小学校へ転任。小学生のオーケストラ部を創設し、TBSこども音楽コンクールにおいて、文部科学大臣奨励賞（日本一）を受賞する。
- 1992年 - 習志野市立谷津小学校へ転任。習志野市から、オーケストラ部専用の音楽堂が寄贈された。
- 1996年 - 教員退職。千葉県少年少女オーケストラ音楽監督就任。

## 受賞
- サントリー地域文化賞（1988年）
- 千葉県教育功労賞（1989年）
- 市川市民栄誉賞（1992年）
- 国際ソロプチミスト賞（1993年）
- 習志野市教育文化功労表彰（1994年）
- 国際ソロプチミスト社会貢献賞（1995年）
- 習志野市市政功労賞（1996年）
- キワニスクラブ教育文化奨励賞（1997年）
- 千葉県文化功労表彰（1997年）
- NHK関東甲信越地域放送文化賞（2005年）
- 音楽教育功労賞（2008年）

## 出演
- 「ひびけ！わたしたちのシンフォニー」（千葉テレビ、1997年放送）
- 「にんげんドキュメント〜がんこ先生とぼくらのハーモニー〜」（NHK、2006年4月放送、2009年10月再放送）
- 「佐藤しのぶ出逢いのハーモニー」（千葉テレビ、2007年2月放送、2010年3月1日再放送）
- 「どみれふぁワンダーランド」（NHK-BS2、2009年9月放送）
- 題名のない音楽会　「83歳の指導者と少年少女オーケストラの音楽会」（テレビ朝日、2019年6月15日）